# Wenceslao Cisneros
Juan Francisco Wenceslao Cisneros (San Salvador, El Salvador, 4 de octubre de 1823 - La Habana, Cuba, 12 de junio de 1878) fue un pintor, dibujante y litógrafo salvadoreño. Es considerado el primer artista de formación académica de este país.

## Biografía
Fueron sus padres Juan Nepomuceno Cisneros y María Dominga Guerrero. Fue bautizado el 4 de octubre de 1823 en la parroquia de San Salvador por el padre coadjutor Pedro Martyr Acosta y fue su padrino José Ramón Villafane. Nació a meses de la desocupación de la provincia de San Salvador y del resto de Centroamérica por el ejército imperialista mexicano y pocos días después de la última declaración de independencia de Centroamérica por la Asamblea Nacional Constituyente, pudiéndose considerar uno de los primeros ciudadanos nacidos en las efímeras Provincias Unidas del Centro de América.
Sus primeros estudios se hubieran desarrollado bajo el sistema lancasteriano impartido en las escuelas primarias fundadas en 1833 por el brasileño Antonio José Coelho atrás del cabildo. En 1835, dibujó al carbón a los diputados de la asamblea, y estos le rindieron un homenaje por su talento. Logró abrir su propio estudio en la calle de la Aurora, exhibiendo cuadros naturalistas.
Sus inquietudes como pintor se mostraron desde joven, pero el país carecía de institutos de enseñanza artística. Gracias a un diplomático sudamericano que advirtió su potencial, y quien tenía como encargo representar a El Salvador en París, fue que Cisneros logró viajar como agregado de la delegación a los dieciséis años. Salió de El Salvador en el 1 de julio de 1842, marchando a los Estados Unidos de América y luego Francia, llegando a París el 14 de septiembre. Durante su residencia ahí, la ciudad estaba pasando por la gran reforma urbanística de Haussmann.

### Francia
En Francia recibió la influencia de los realistas, entre ellos Honoré Daumier y Gustave Courbet. Residió en el Barrio Latino, y estableció su taller con el apoyo de Maurice Gigoux. También conoció al pintor romántico Eugène Delacroix. En esta etapa alcanzó notable dominio de la litografía.
Por otra parte, Cisneros participó en la política francesa, ya que se involucró en una conspiración contra Napoleón III, de cuya esposa, Eugenia de Montijo, hizo algunos retratos. Fue condenado a deportación al penal suramericano de la Cayena, pero su pena fue conmutada. Para 1853 viajó a Roma por influencia del mexicano José Sánchez Navarro, quien le encargó realizar reproducciones de obras clásicas. Tras laborar casi un año en Europa, buscó regresar a El Salvador en 1858.

### Cuba
Tras su estadía en Europa se estableció en Cuba, donde pronto se dio a conocer con su obra, hasta el grado de asumir la dirección de la Academia Nacional de Bellas Artes San Alejandro de La Habana, en 1859. En esta ciudad introdujo la enseñanza con modelos vivos y también la teoría e historia del arte. De igual manera desarrolló una gran actividad artística que dejó plasmada en retratos, pinturas, dibujos, y caricaturas; así como participó de la vida intelectual de la urbe, ya que formó parte de diversas asociaciones culturales. Allí mismo falleció el pintor en el 12 de junio de 1878, lejos de su país natal del que siempre guardó nostalgia. Fue sepultado en la Necrópolis de Colón.
Poco más de un año antes de morir, dirigió una carta a San Salvador en la que escribió:

Hai en mí tres hombres distintos i ninguno completo.-Ninguno fué, ni es lo que debió ser... El primero, salvadoreño por su nacimiento, sus juveniles aspiraciones, sus crueles sufrimeintos i por su porvenir... El segundo, francés por instinto, por su vocación al Arte, por su impresionabilidad; su educación intelectual, sus gustos i costumbres; sus goces, miserias, flaquezas i locuras; por la conformidad de su índole con la del pueblo de París, que desde niño le inspirará las mas ardientes simpatias; por gratitud hácia ese mismo pueblo, en cuyo seno halló hospitalidad, esnseñanza, aliento i desinteresadas afecciones... El tercero... hispano-cubano por reconocimientos á la favorable acojida que obtuvo entre los españoles peninsulares e insulares...
Wenceslao Cisneros, 1 de julio de 1877

## Obra
La obra de Cisneros se encuentra dispersa y es poco conocida. Entre ellas cabe destacar retratos de su amigo Manuel Gallardo, y se sabe que había obras de su autoría en el primer Palacio Nacional de El Salvador que sucumbió al incendio de 1889. Además, cuando supo del terremoto ocurrido en San Salvador en 1854, envió una copia de La transfiguración de Rafael Sanzio para que fuera vendida al clero y así ayudar a sus hermanos con el dinero obtenido.

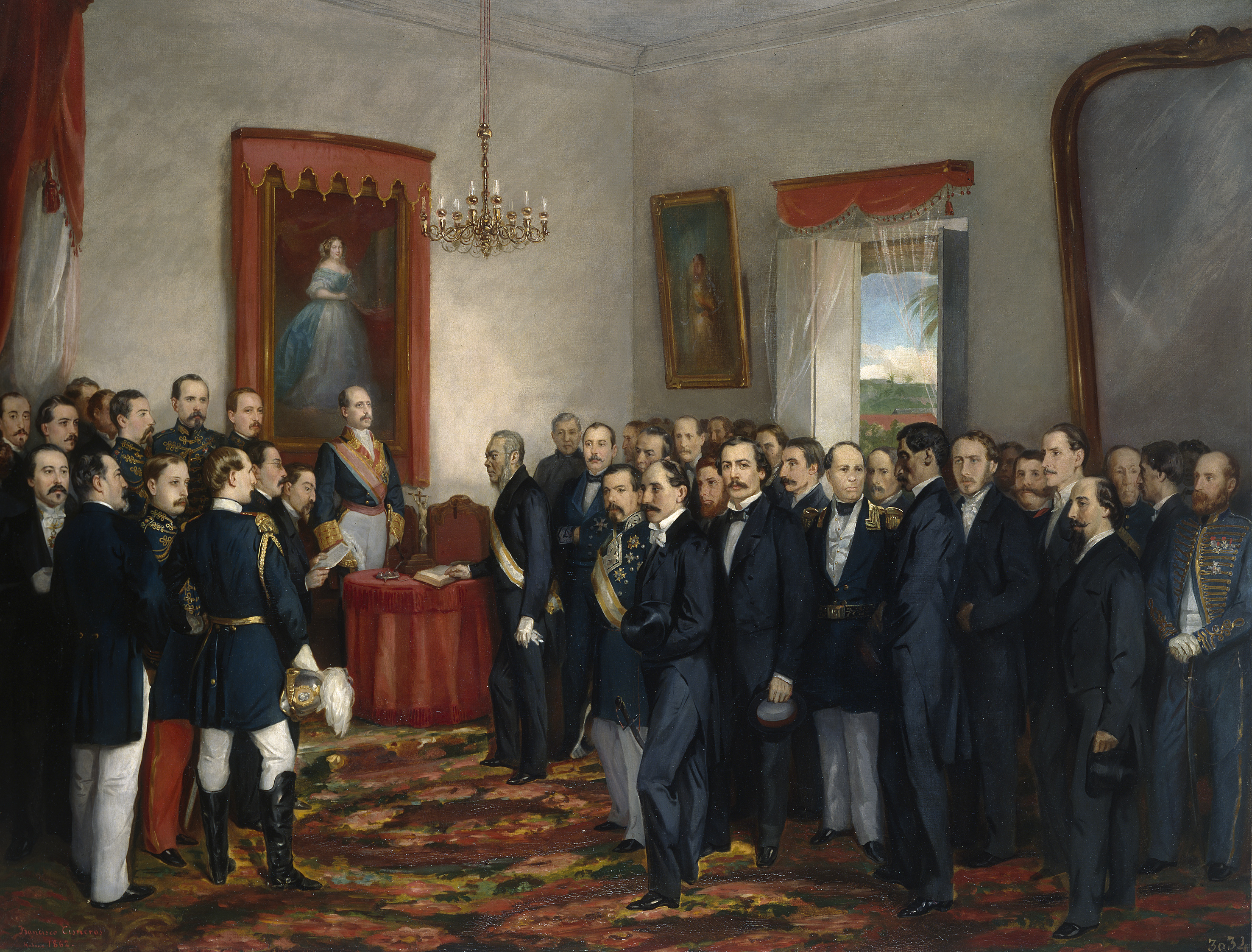
Jura del gobernador y capitán general de Santo Domingo, don Pedro Santana
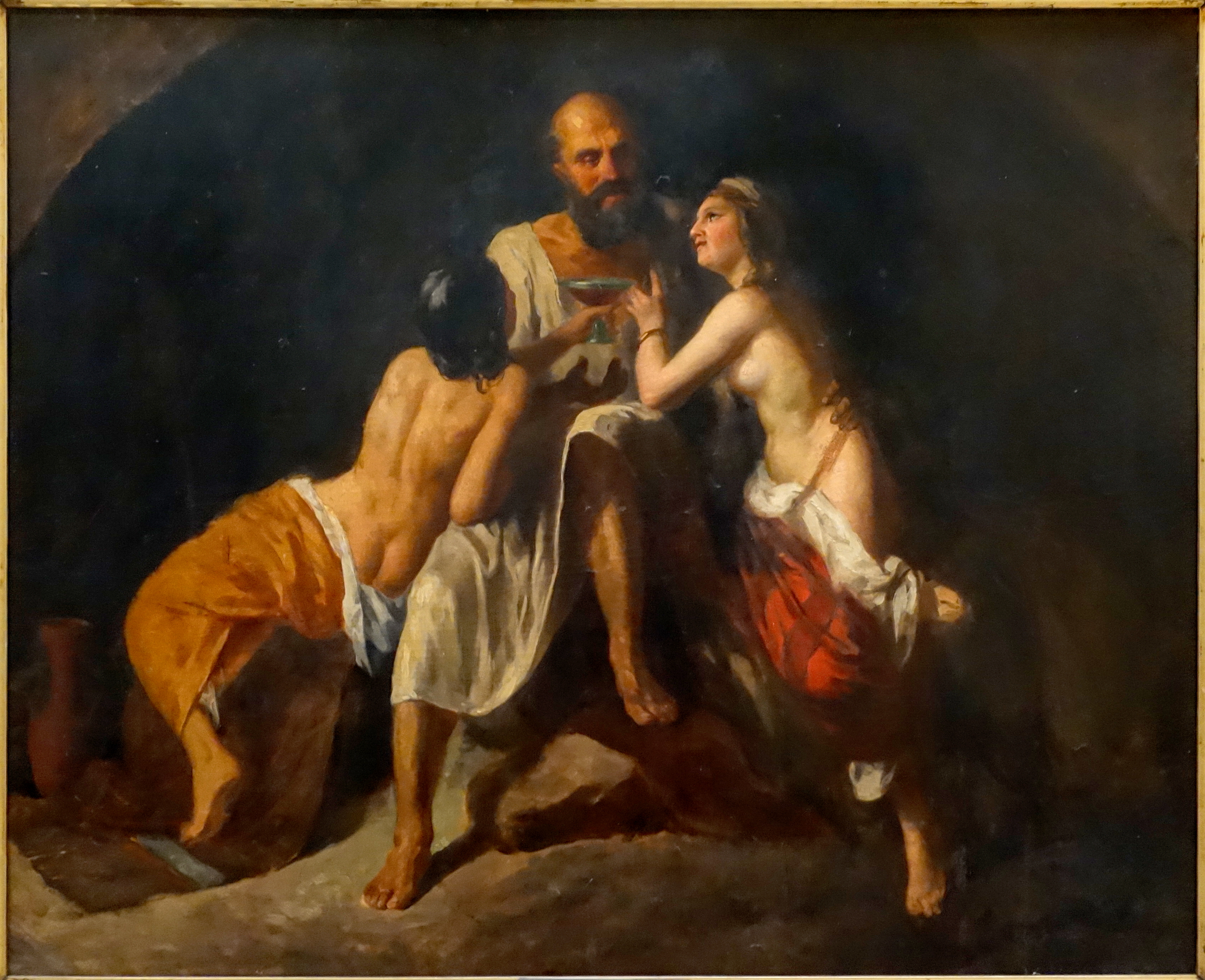
Lot y sus hijas

En el 11 de abril de 1912, la Asamblea Nacional Legislativa de El Salvador decretó que por cuenta del erario nacional se hará la traslación de los restos del pintor que aún reposaban en la Isla de Cuba y autorizó al gobierno, en este tiempo a cargo del presidente Manuel Enrique Araujo, para que haga gestiones cerca del gobierno de la República de Cuba a fin de llevar a cabo la traslación.